# Trawice
Trawice (dodatkowa nazwa w j. kaszub. Trôwice; niem. Trawitz) – kaszubska osada   w Polsce położona w województwie pomorskim, w powiecie kościerskim, w gminie Lipusz.
Osada śródleśna na Pojezierzu Kaszubskim, położona nad Jeziorem Trawickim. Osada wchodzi w skład sołectwa Szklana Huta.
Obszerną notę historyczną Trawic dostarcza Słownik geograficzny Królestwa Polskiego z roku 1892. W 1662 roku zostały nadane mocą przywileju królewskiego Jana Kazimierza rodzinie Trawickich.
W latach 1975–1998 miejscowość położona była w województwie gdańskim.